# دوري البطولة الإنجليزية 1989
دوري البطولة الإنجليزية 1989 (بالفنلندية: Jalkapallon Mestaruussarjan kausi 1989) هو الموسم 80 من دوري البطولة الإنجليزية ‏. أشرف على تنظيمه اتحاد فنلندا لكرة القدم، وكان عدد الأندية المشاركة فيه 12، وفاز فيه نادي كوسيسي.